# Allmannsau
Allmannsau ist ein Gemeindeteil von Rechtmehring im oberbayerischen Landkreis Mühldorf am Inn. Der Ort war auch namensgebend für die ehemalige Gemeinde Allmannsau, die im Zuge der Gebietsreform in Bayern 1971 aufgelöst wurde.

## Geschichte
Das Gebiet um Allmannsau gehörte im Mittelalter zum „Amt Mehring“ des 300 km² großen Territoriums der Freien Grafschaft Haag. 1567 wurde nach dem Aussterben der Fraunberger von Haag eine Seitenlinie der bayerischen Wittelsbacher vom Kaiser mit dem Reichslehen der Freien Grafschaft Haag belehnt. Seit 1666 war die Grafschaft im persönlichen Besitz der bayerischen Kurfürsten und wurde vom Landgericht Haag verwaltet. Erst mit der Mediatisierung 1804 kam die Grafschaft Haag staatsrechtlich endgültig an das Kurfürstentum Bayern.
Im Zuge der Verwaltungsreformen in Bayern entstanden mit dem Gemeindeedikt von 1818 die Gemeinde Rechtmehring sowie die Gemeinden Allmannsau, Rosenberg und Schleefeld.
Die Gemeinde Allmannsau zählte 1904 597 Einwohner. Allmannsau besaß, wie auch Schleefeld und Rosenberg, keinen zentralen Ort. Der größte Ort war Altdorf. Als die Freiwillige Feuerwehr Allmannsau 1877 gegründet wurde, war der Standort des Löschgerätes entsprechend Altdorf.
Die Gemeinde umfasste folgende Ortschaften:
- Aicha
- Altdorf
- Burreit
- Dachsberg
- Daxau
- Eisenau
- Forchöd
- Hintersberg
- Hundsham
- Köbing
- Kogl
- Lamplstätt
- Moos
- Mühlthal
- Neuberg
- Reiching
- Richterstett
- Röhrmoos
- Rottenhub
- Seiding
- Taubmoos
- Vordersberg
- Wimmer a.d.Straß

Im Zuge der Gebietsreform in Bayern wurde die Gemeinde Allmannsau am 1. April 1971 zum größeren Teil mit dem größten Ort Altdorf nach Haag i.OB eingemeindet. Der namensgebende Ortsteil Allmannsau sowie Dachsberg, Hintersberg und Seiding kamen zur Gemeinde Rechtmehring. Burreit, Hundsham, Köbing, Lamplstätt, Mühlthal, Reiching, Richterstett, Rottenhub, Taubmoos und Vordersberg kamen zur Gemeinde Soyen.